# Symplecta sinawava
Symplecta sinawava là một loài ruồi trong họ Limoniidae. Chúng phân bố ở miền Tân bắc.